# جبل طوقة
جبل طوقة يقع شمال غرب سكاكا في منطقة الجوف الواقعة شمال السعودية.

## نبذة
يقع جبل طوقة إلى الشمال الغربي من سكاكا وتحديداً على خط طول 39 درجة وخط عرض 30 درجة، ويبلغ ارتفاعه حوالي 1039 متر.